# Мајкл Пења
Мајкл Ентони Пења (енгл. Michael Anthony Peña; Чикаго, Илиној, 13. јануар 1976), амерички је позоришни, филмски и ТВ глумац и музичар.
Глумио је у много познатих холивудских филмовима као што су Фатална несрећа (2004), Светски трговински центар (2006), На нишану (2007), Врста тврдог чувара (2009), 30 минута или мање (2011), Пљачка с врха (2011), Последња стража (2012), Гангстерски одред (2013), Бес (2014), Антмен (2015), Марсовац: Спасилачка мисија (2015), Антмен и Оса (2018) и Том и Џери (2021).